# Giobbe (nome)
Giobbe  è un nome proprio di persona italiano maschile.

## Varianti in altre lingue
- Arabo: أيّوب (Ayyub, Ayoub, Ayub)[3][5]
- Basco: Yoba[6]
- Bosniaco: Ejjub, Ejub
- Catalano: Job[6]
- Ceco: Jób
- Ebraico: אִיּוֹב (Iyov)[3]
  - Ebraico antico: אִיּוֹב (ʾIyyōḇ)[1][2][3][7]
- Francese: Job[3]
- Galiziano: Xob[6]
- Greco biblico: Ἰώβ (Iṓb)[1][2][3]
- Hausa: Ayuba[3]
- Inglese: Job[3][8]
  - Alterati: Joby[3]
- Latino ecclesiastico: Iob[1][2][3], Hiob[1]
- Lettone: Ījabs
- Lituano: Jobas
- Olandese: Job[3]
- Persiano: ایوب (Ayoub)[3]
- Rumeno: Iov
- Russo: Иов (Iov)[9]
- Serbo: Јов (Jov)
- Spagnolo: Job[6]
- Tedesco: Hiob[3]
- Turco: Eyüp[3]
- Ungherese: Jób

## Origine e diffusione

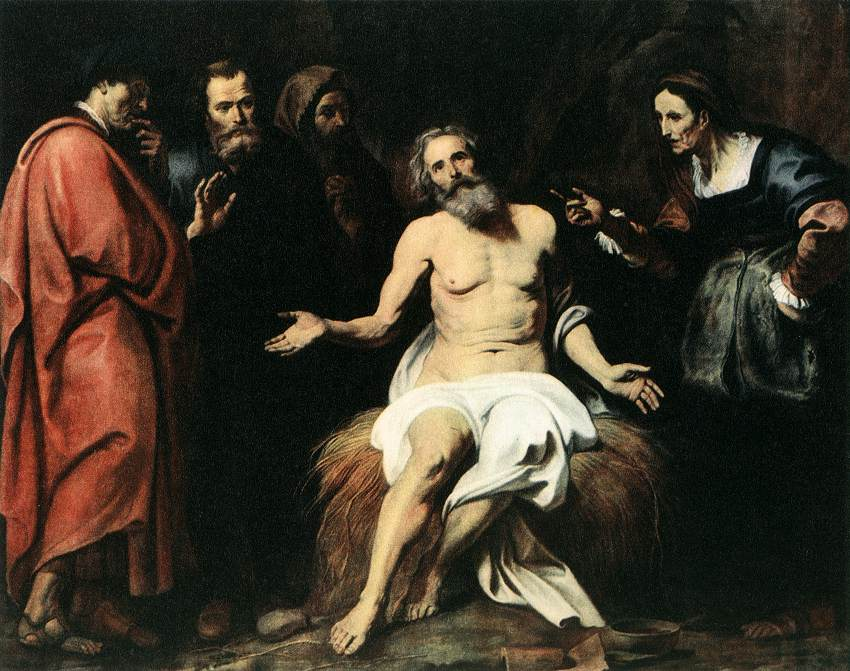
Giobbe il paziente, di Gerard Seghers

È un nome di tradizione biblica, portato da Giobbe, il protagonista dell'omonimo libro dell'Antico Testamento che viene messo alla prova da Dio. Continua l'antico ebraico אִיּוֹב (ʾIyyōḇ) che, tratto da אָיַב, (ʾāyaḇ, "essere ostile", "osteggiare", "inimicare"), vuol dire "odiato", "perseguitato", "osteggiato" (sottinteso: da Satana). Alcune fonti lo interpretano invece come "penitente".
In Italia, nonostante la notorietà del personaggio biblico, nonché il suo patronato in diversi ambiti, il nome è poco diffuso, e negli anni 1970 se ne contavano appena duecento occorrenze circa. Nei paesi anglofoni è usato sin dal Medioevo, probabilmente grazie al suo uso nei misteri teatrali; venne poi adottato anche dai Protestanti più religiosi nel XVI e XVII secolo.

## Onomastico
L'onomastico si festeggia il 10 maggio in ricordo del patriarca biblico Giobbe. Le Chiese orientali ricordano inoltre, il 28 ottobre, san Giobbe di Počaïv, monaco, e il 5 aprile e il 19 giugno san Giobbe di Mosca, primo Patriarca di Mosca e di tutte le Russie.

## Persone

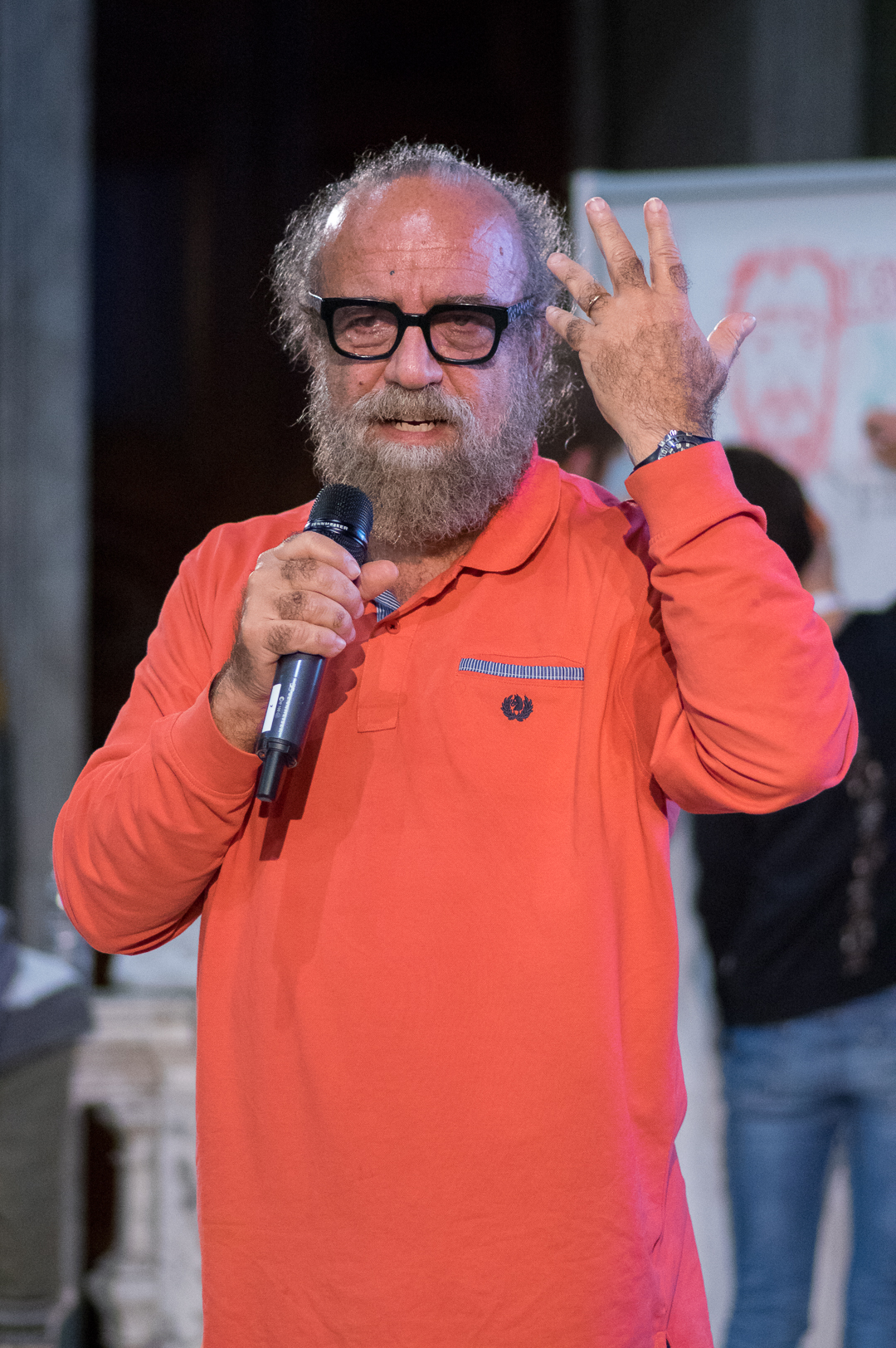
Giobbe Covatta

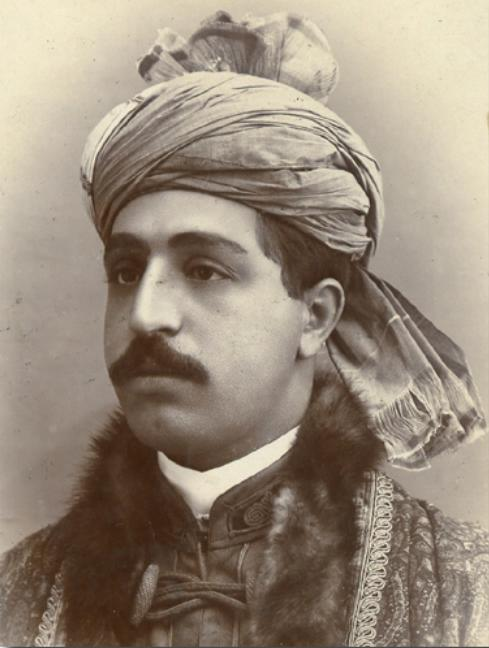
Ayub Khan

- Giobbe, monaco e arcivescovo ortodosso russo
- Giobbe di Alessandria, arcivescovo egiziano
- Giobbe di Počaïv, monaco ucraino
- Giobbe Covatta, comico, attore, scrittore e umorista italiano
- Giobbe Giopp, antifascista e ingegnere italiano

### Variante Job
- Job Adriaenszoon Berckheyde, pittore olandese
- Job Cohen, politico olandese
- Job Dragtsma, allenatore di calcio olandese
- Job Kienhuis, nuotatore olandese

### Variante Ayub
- Ayub Kalule, pugile ugandese
- Ayub Khan, emiro dell'Afghanistan
- Ayub Masika, calciatore keniota
- Ayub Shah Durrani, sovrano afghano

### Altre varianti
- Ayyūb ibn Ḥabīb al-Lakhmī, Wali di al-Andalus
- Ayoub Barraj, lottatore tunisino
- Ayoub El Kaabi, calciatore marocchino
- Ayyub Khan, generale e politico pakistano